# Delta Force (serie di film)
La saga di Delta Force è una serie cinematografica d'azione/guerra, diretta da Menahem Golan e Aaron Norris ed interpretata da Chuck Norris e Lee Marvin. 

## Film

### Delta Force(1986)
Il capitano Scott McCoy (Norris) ed il colonnello Nick Alexander (Marvin) sono i capi della squadra d'èlite delle forze speciali di nome Delta Force, un corpo utilizzato soprattutto per missioni anti-terrorismo. Un giorno un gruppo di terroristi guidati da Abdul Reweih (Robert Forster), prende in ostaggio un aereo con più di 500 passeggeri e man mano il gruppo aumenta. La Delta Force viene mandata a risolvere la situazione, man non sarà per niente facile e uno di loro morirà in uno scontro a fuoco. I terroristi inoltre catturano tutti i passeggeri ebrei e li rinchiudono in una fortezza. Sta ora a McCoy, promosso maggiore appena prima di decollare per la missione, e Alexander risolvere la situazione. Fra violenti corpo a corpo e scontri a fuoco la squadra riuscirà a risolvere la situazione.

### Colombia Connection - Il massacro(1990)
Il colonnello Alexander è morto ormai da molto tempo e l'ora colonnello McCoy ha al suo fianco il maggiore Chavez. La missione della Delta Force stavolta sarà di catturare il boss mondiale della mafia e signore della droga, Ramon Cota. Sarà una missione ancora più dura di quella precedente e McCoy dovrà affrontare sia gli uomini di Cota che quelli del generale Olmedo, suo protettore.

### Delta Force 3 - Missione nel deserto (1991)
Un gruppo scelto di marines deve catturare un dittatore arabo che minaccia gli Stati Uniti con un ordigno nucleare. All'operazione però partecipa un gruppo di soldati russi ed ovviamente fra i due gruppi inizialmente le cose non vanno come dovrebbero. 
Sam Firstenberg, regista di film d'azione come Guerriero Americano, cerca zoppicando fin dall'inizio di utilizzare il titolo Delta Force per portare a casa qualche soldino, ma manca il bersaglio... Il film è pieno di scene di Delta Force (tutte le volte o quasi che si vede l'Hercules C-130 del commando, ad esempio) e le poche scene nuove sono recitate da attori che sono lì perché figli o fratelli di attori ben più famosi, uno su tutti Nick Cassavetes.